# K–157 Vepr
A K–157 Vepr (cirill betűkkel: К–157 Вепрь) az Orosz Haditengerészet 971-es tervszámú (Scsuka–B típusú) atommeghajtású vadásztengeralattjárója. Honi kikötője Gadzsijevóban található.
Építését 1990. június 16-án kezdték el 834-es gyári sorozatszámmal Szeverodvinszkben, a Szevmas hajógyárban. 1994. december 10-én bocsátották vízre. Építését 1995-ben hajtották végre a hajóval a tengeri próbákat, majd november 25-én állították hadrendbe az Orosz Haditengerészet Északi Flottájánál K–157 hadrendi jelzéssel. 1995. november 30-án vonták fel a hajón az orosz hadilobogót.
2004-ben a hajó részt vett egy kilencnapos francia–orosz közös tengeri hadgyakorlaton.

## Incidens a hajón
1998. szeptember 10-én, nem sokkal éjfél előtt rendkívüli esemény történt a Gadzsijevóban tartózkodó tengeralattjárón. A hajón az éppen fogdabüntetését töltő Alekszandr Kuzminih 19 éves matróz kitört a kajütjéből és egy vésővel megölte az őrt. Elvette annak AKSZ–74U típusú gépkarabélyát, mellyel megölte a legénység további öt tagját. Ezt követően két túszt ejtett, akikkel később szintén végzett.

## Külső hivatkozások
- https://www.youtube.com/watch?v=8BRvpWEZF5Y